# Toray Pan Pacific Open 2018
Toray Pan Pacific Open 2018 — жіночий тенісний турнір, що проходив на закритих кортах з твердим покриттям Arena Tachikawa Tachihi в Татікаві (Японія). Це був 35-й за ліком Toray Pan Pacific Open. Належав до серії Premier в рамках Туру WTA 2018. Тривав з 17 до 23 вересня 2018 року.

## Очки і призові

### Нарахування очок
| Дисципліна       | П   | Ф   | ПФ  | ЧФ  | 1/8 | 1/16 | Q   | Q2  | Q1  |
| Одиночний розряд | 470 | 305 | 185 | 100 | 55  | 1    | 25  | 13  | 1   |
| Парний розряд    | 470 | 305 | 185 | 100 | 1   | Н/Д  | Н/Д | Н/Д | Н/Д |

### Призові гроші
| Дисципліна       | П        | F       | ПФ      | ЧФ      | 1/8     | 1/16*  | Q2     | Q1     |
| Одиночний розряд | $137,125 | $76,063 | $39,080 | $21,010 | $11,265 | $7,150 | $3,447 | $1,750 |
| Парний розряд    | $42,850  | $22,900 | $12,510 | $6,365  | $3,460  | Н/Д    | Н/Д    | Н/Д    |

↑ 
↑ 

## Учасниці основної сітки в одиночному розряді

### Сіяні пари
| Країна    | Гравчиня          | Рейтинг | Сіяні |
| --------- | ----------------- | ------- | ----- |
| Данія     | Каролін Возняцкі  | 2       | 1     |
| Франція   | Каролін Гарсія    | 4       | 2     |
| Японія    | Наомі Осака       | 7       | 3     |
| Чехія     | Кароліна Плішкова | 8       | 4     |
| США       | Слоун Стівенс     | 9       | 5     |
| Іспанія   | Гарбінє Мугуруса  | 14      | 6     |
| Австралія | Ешлі Барті        | 17      | 7     |
| Чехія     | Барбора Стрицова  | 25      | 8     |

- Рейтинг подано станом на 10 вересня 2018

### Інші учасниці
Учасниці, що потрапили до основної сітки завдяки вайлд-кард:
- Вікторія Азаренко
- Курумі Нара
- Крістина Плішкова
- Каролін Возняцкі

Гравчині, що потрапили до основної сітки через стадію кваліфікації:
- Ежені Бушар
- Габріела Дабровскі
- Заріна Діяс
- Місакі Дой
- Нао Хібіно
- Алісон Ріск

### Відмовились від участі
- Міхаела Бузернеску → її замінила  Олександра Соснович
- Анджелік Кербер → її замінила  Белінда Бенчич
- Медісон Кіз → її замінила  Анетт Контавейт
- Елісе Мертенс → її замінила  Анастасія Павлюченкова
- Анастасія Севастова → її замінила  Каміла Джорджі
- Карла Суарес Наварро → її замінила  Донна Векич

### Знялись
- Вікторія Азаренко

## Учасниці основної сітки в парному розряді

### Сіяні пари
| Країна            | Гравчиня                  | Країна    | Гравчиня             | Рейтинг1 | Сіяна |
| ----------------- | ------------------------- | --------- | -------------------- | -------- | ----- |
| Чехія             | Андреа Сестіні-Главачкова | Чехія     | Барбора Стрицова     | 18       | 1     |
| Канада            | Габріела Дабровскі        | КНР       | Сюй Їфань            | 27       | 2     |
| Китайський Тайбей | Чжань Хаоцін              | КНР       | Ян Чжаосюань         | 48       | 3     |
| США               | Ракель Атаво              | Німеччина | Анна-Лена Гренефельд | 59       | 4     |

- Рейтинг подано станом на 10 вересня 2018

### Інші учасниці
Нижче наведено пари, які отримали вайлдкард на участь в основній сітці:
- Хаясі Еріна /  Моюка Утідзіма

## Переможниці та фіналістки

### Одиночний розряд
- Кароліна Плішкова —  Наомі Осака 6–4, 6–4

### Парний розряд
- Мію Като /  Ніномія Макото —  Андреа Сестіні-Главачкова /  Барбора Стрицова, 6–4, 6–4